# Poul Ørum
Poul Erik Nørholm Ørum (født 23. december 1919 i Nykøbing Mors, død 27. december 1997) var en dansk forfatter, som hovedsageligt skrev romaner.
Hans værker er for det meste bygget op på hans egne oplevelser. Således skriver han i bogen, Ravnen mod aften, om kriminalassisten Jonas Mørck (som spiller hovedrollen i hans krimier): "Denne Jonas er, som alle retningsgivende romanpersoner, en afspaltning af mit væsen. En side af forfatteren i let idealisering, hvortil også hører en vis dæmonisering. Med det forbehold kan han nok kaldes et af mine alter ego'er, skønt næppe det der står mig nærmest". 
Ørum arbejdede fra 1944 til 1957 som journalist. I 1957 bosatte han sig på Fanø. Hans forfatterskab tog sin begyndelse i 1953, da han var 34 år gammel. I tiden fra 1953 til og med 1992, udgav Ørum 39 bøger, heriblandt enkelte digtsamlinger, novellesamlinger, erindringer og essays, men dog hovedsageligt romaner.
Poul Ørum er begravet på Nordre Kirkegård i Nordby.

## Hæder
- Statens Kunstfond Livsvarig ydelse
- 1957 – Kollegernes ærespris
- 1958 – Kritikerprisen: Lyksalighedens Ø (roman)
- 1963 – Boghandlernes gyldne Laurbær
- 1963 – Louisiana-Prisen
- 1964 – Johannes Ewalds Legat
- 1966 – Jeanne og Henri Nathansens Mindelegat
- 1969 – Otto Rungs Forfatterlegat
- 1970 – Henrik Pontoppidans mindefonds legat
- 1973 – Søren Gyldendal Prisen
- 1974 – Poe-klubbens Pris (Berenice)
- 1975 – Poe-klubbens Pris (Diplom)
- 1976 – Dansk Forfatterforenings H.C. Andersen Legat
- 1985 – LO's kulturpris
- 1987 – Martin Andersen Nexø Legatet